# Astropecten

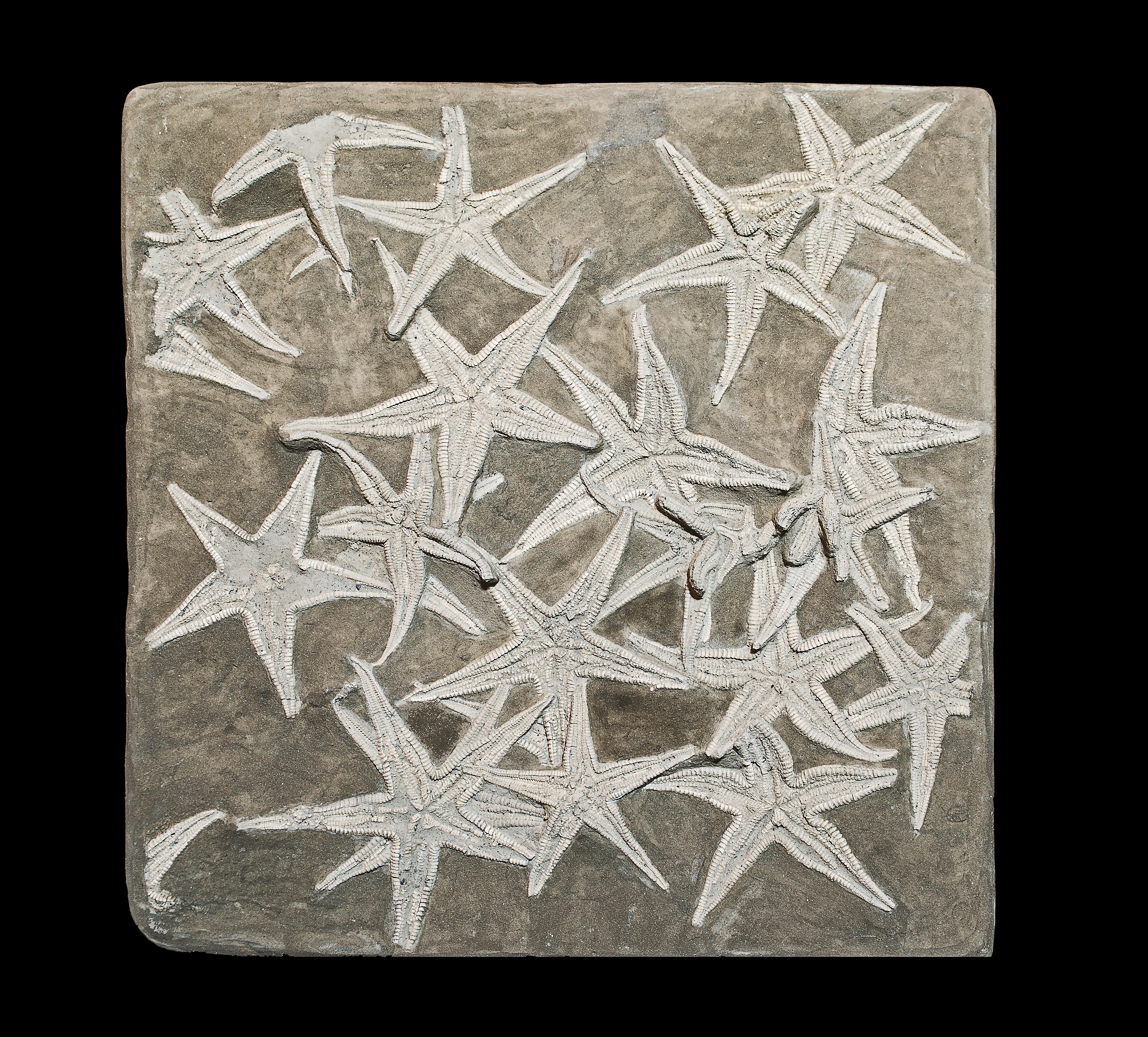
Astropecten lorioli

Astropecten là một chi sao biển trong họ Astropectinidae.

## Các loài
- Astropecten acanthifer Sladen, 1883
- Astropecten acutiradiatus Tortonese, 1956
- Astropecten africanus Koehler, 1911
- Astropecten alatus Perrier, 1875
- Astropecten alligator Perrier, 1881
- Astropecten americanus Verrill, 1880
- Astropecten anacanthus H.L. Clark, 1926
- Astropecten andersoni Sladen, 1888
- Astropecten antillensis Lütken, 1859
- Astropecten aranciacus (Linnaeus, 1758)
- Astropecten armatus Gray, 1840
- Astropecten articulatus (Say, 1825)
- Astropecten bandanus Doderlein, 1917
- Astropecten bengalensis Doderlein, 1917
- Astropecten benthophilus Ludwig, 1905
- Astropecten bispinosus (Otto, 1823)
- Astropecten brasiliensis Müller & Troschel, 1842
- Astropecten brevispinus Sladen, 1883
- Astropecten carcharicus Doderlein, 1917
- Astropecten caribemexicanensis Caso, 1990
- Astropecten celebensis Doderlein, 1917
- Astropecten cingulatus Sladen, 1833
- Astropecten comptus Verrill, 1915
- Astropecten debilis Koehler, 1910
- Astropecten dubiosus Mortensen, 1925
- Astropecten duplicatus Gray, 1840
- Astropecten eremicus Fisher, 1913
- Astropecten eucnemis Fisher, 1919
- Astropecten euryacanthus Lutken, 1871
- Astropecten exiguus Ludwig, 1905
- Astropecten exilis Mortensen, 1933
- Astropecten fasciatus Doderlein, 1926
- Astropecten formosus Sladen, 1878
- Astropecten fragilis Verrill, 1870
- Astropecten gisselbrechti Doderlein, 1917
- Astropecten granulatus Müller & Troschel, 1842
- Astropecten griegi Koehler, 1909
- Astropecten gruveli Koehler, 1911
- Astropecten guineensis Koehler, 1911
- Astropecten hawaiiensis Doderlein, 1917
- Astropecten hemprichi Müller & Troschel, 1842
- Astropecten hermatophilus Sladen, 1883
- Astropecten huepferi Koehler, 1914
- Astropecten ibericus Perrier, 1894
- Astropecten imbellis Sladen, 1883
- Astropecten indicus Doderlein, 1888
- Astropecten inutilis Koehler, 1910
- Astropecten irregularis (Pennant, 1777)
- Astropecten jarli Madsen, 1950
- Astropecten javanicus Lutken, 1871
- Astropecten jonstoni (Delle Chiaje, 1827)
- Astropecten kagoshimensis de Loriol, 1899
- Astropecten latespinosus Meissner, 1892
- Astropecten leptus H.L. Clark, 1926
- Astropecten liberiensis Koehler, 1914
- Astropecten luzonicus Fisher, 1913
- Astropecten malayanus Doderlein, 1917
- Astropecten mamillatus Koehler, 1914
- Astropecten marginatus Gray, 1840
- Astropecten mauritianus Gray, 1840
- Astropecten michaelseni Koehler, 1914
- Astropecten minadensis Doderlein, 1917
- Astropecten monacanthus Sladen, 1883
- Astropecten nitidus Verrill, 1915
- Astropecten novaeguineae Doderlein, 1917
- Astropecten nuttingi Verrill, 1915
- Astropecten orientalis Doderlein, 1917
- Astropecten ornatissimus Fisher, 1906
- Astropecten orsinii Leipoldt, 1895
- Astropecten pedicellaris Fisher, 1913
- Astropecten petalodea Retzius, 1805
- Astropecten platyacanthus (Philippi, 1837)
- Astropecten polyacanthus Müller & Troschel, 1842
- Astropecten preissi Müller & Troschel, 1843
- Astropecten primigenius Mortensen, 1925
- Astropecten productus Fisher, 1906
- Astropecten progressor Doderlein, 1917
- Astropecten pugnax Koehler, 1910
- Astropecten pulcherrimus H.L. Clark, 1938
- Astropecten pusillulus Fisher, 1906
- Astropecten pusillus Sluiter, 1889
- Astropecten regalis Gray, 1840
- Astropecten sanctaehelenae Mortensen, 1933
- Astropecten sarasinorum Doderlein, 1917
- Astropecten scoparius Müller & Troschel, 1842
- Astropecten siderialis Verrill, 1914
- Astropecten sinicus Doderlein, 1917
- Astropecten spiniphorus Madsen, 1950
- Astropecten spinulosus (Philippi, 1837)
- Astropecten sulcatus Ludwig, 1905
- Astropecten sumbawanus Doderlein, 1917
- Astropecten tamilicus Doderlein, 1888
- Astropecten tasmanicus H.E.S Clark & D.G. McKnight, 2000
- Astropecten tenellus Fisher, 1913
- Astropecten tenuis (Bell, 1894)
- Astropecten timorensis Doderlein, 1917
- Astropecten triacanthus (Goto, 1914)
- Astropecten triseriatus Müller & Troschel, 1843
- Astropecten umbrinus Grube, 1866
- Astropecten validispinosus Oguro, 1982
- Astropecten vappa Müller & Troschel, 1843
- Astropecten variegatus Mortensen, 1933
- Astropecten velitaris von Martens, 1865
- Astropecten verrilli deLoriol, 1899

### Các loài ở Địa Trung Hải
Sáu loài sinh sống ở Địa Trung Hải:
- Astropecten aranciacus (Linnaeus, 1758)
- Astropecten bispinosus (Otto, 1823)
- Astropecten irregularis (Pennant, 1777)
- Astropecten jonstoni (Delle Chiaje, 1825)
- Astropecten platyacanthus (Philippi, 1837)
- Astropecten spinulosus (Philippi, 1837)